# 216省道 (四川省)
216省道又名稻城－攀枝花公路，简称稻攀路，是四川省的一条省道纵线，沿途风景优美。
道路全长710公里，北起甘孜藏族自治州稻城县桑堆乡，向东南经过稻城县、凉山彝族自治州木里藏族自治县、盐源县、攀枝花市盐边县、仁和区北部飞地，止于攀枝花市西区玉泉街道河石坝。两端的桑堆乡与河石坝分别连接217省道和310省道，中部在盐源县境内梅雨镇至母猪龙（地名）之间约16公里长度与307省道共线。
随着《国家公路网规划（2013年－2030年）》及《四川省普通省道网布局规划（2013－2030年）》的逐步实施，稻城－攀枝花公路将不再使用216省道的编号。其稻城至盐源梅雨段编入227国道（张掖－孟连公路），盐源梅雨至盐源博大段编入348国道（武汉－大理公路），盐源博大至攀枝花市西区段编入221省道（泸沽湖－攀枝花公路）。而216省道的编号则被新增的水晶-水磨公路所使用，但在2013年至2030年之间的过渡时期，稻城－攀枝花公路仍将经常被称为216省道。